# Masiphya townsendi
Masiphya townsendi là một loài ruồi trong họ Tachinidae.